# Smugi (województwo lubelskie)
Smugi – wieś w Polsce położona w województwie lubelskim, w powiecie lubelskim, w gminie Jastków.
W latach 1975–1998 miejscowość położona była w województwie lubelskim.
Miejscowość leży na granicy gminy Jastków i gminy Niemce, jest oddalona od Lublina o 10 km.
Wieś stanowi sołectwo gminy Jastków. Według Narodowego Spisu Powszechnego z roku 2011 wieś liczyła 572 mieszkańców.
Wierni Kościoła rzymskokatolickiego należą do parafii Narodzenia Najświętszej Maryi Panny i św. Sebastiana w Krasieninie.

## Części miejscowości
| SIMC    | Nazwa             | Rodzaj    |
| ------- | ----------------- | --------- |
| 0381730 | Helenów           | część wsi |
| 0381746 | Majdan Snopkowski | część wsi |

## Historia
Według Słownika geograficznego Królestwa Polskiego z roku 1889, Smugi to folwark w ówczesnym powiecie lubelskim, gminie Jastków, parafii Dys, odległy 7 wiorst od Lublina. W 1887 r. folwark Smugi i Zawadówka, oddzielony został od dóbr Jakubowice Konińskie, posiadał rozległość mórg 296 w tym: grunty orne i ogrody mórg 288, łąk mórg 2, nieużytków mórg 6. Budynków z drewna było na terenie folwarku w liczbie 6. Stosowano płodozmian 10. polowy.